# Флаг Усманского района
Флаг У́сманского муниципального района Липецкой области Российской Федерации.

## Описание
«Прямоугольное полотнище с соотношением ширины к длине 2:3, разделённое по горизонтали на три неравные полосы: верхнюю красную и нижнюю жёлтую в 1/6 ширины полотнища каждая и синюю (среднюю) в 2/3 ширины полотнища, воспроизводящую фигуру из гербовой композиции: жёлтые хлебные снопы, сложенные в копны».

## Обоснование символики
Флаг разработан на основе герба Усманского района, который был создан на базе герба уездного города Усмань Тамбовского наместничества, Высочайше утверждённого 16 (27) августа 1781 года, подлинное описание которого гласит:

Въ верхней части щита — гербъ Тамбовскій. Въ нижней — складенная копна въ снопах хлѣба, въ голубомъ полѣ, в знакъ изобилія онымъ страны сей.

Город Усмань — центр района — основан в 1645 году воеводой Степаном Вельяминовым как острог на Белгородской оборонительной черте, давший развитие современному городу и району. Усмань являлась центром хлебной торговли, что и послужило мотивом для составления флага городу.
Красная полоса добавлена согласно статье 24 закона Липецкой области «О гербе и флаге Липецкой области» от 10 июля 2003 года № 272-пс:

Во флаге муниципальных образований может быть использован цвет гербового щита — красная полоса не более 1/4 полотнища вдоль верхнего края или вдоль древка.